# Aeropuerto Baracoa de Magangué
Aeropuerto Baracoa de Magangué (IATA: MGN, OACI: SKMG) es un aeródromo, anteriormente fue una terminal aérea que se encuentra ubicada en el noroeste de Magangué, Colombia.
El 4 de enero de 1969 el Aeropuerto de Baracoa cerró sus operaciones aéreas comerciales de pasajeros y escuelas de aviación, por el poco movimiento de pasajeros. La pista está en muy buenas condiciones y está apta para aterrizajes, o prácticas aerodinámicas.
Antiguamente operaban las aerolíneas Avianca, LANSA (Colombia), y hubo estudios de reabrir la terminal con vuelos hacia Bogotá los cuales manejaría la aerolínea Satena, pero finalmente se decidió fortalecer la ruta en el Aeropuerto Las Brujas de Corozal. Además, en los últimas años el Aeropuerto de San Bernardo de Mompox.

## Antiguos Destinos
- Avianca
  - Medellín / Aeropuerto Olaya Herrera
  - Bogotá / Aeropuerto Internacional El Dorado

- Aires
  - Barranquilla / Aeropuerto Internacional Ernesto Cortissoz
  - Corozal / Aeropuerto Las Brujas

- LANSA (Colombia)[3]
  - Barranquilla / Aeródromo Las Nieves
  - Ayapel / Aeropuerto de Ayapel
  - Pato / Aeropuerto de Pato
  - Medellín / Aeropuerto Las Playas
  - Gamarra / Aeropuerto de Gamarra
  - Bucaramanga / Aeropuerto Gómez Niño

## Antiguos Equipos

### Aeronaves comerciales
- Avianca
  - Douglas DC-3
  - Boeing 247
- Aires
  - Embraer 110 Bandeirante
- LANSA (Colombia)[3]
  - Avro Anson 625A
  - Douglas DC-3
  - Douglas DC-4

### Aeronaves de carga
- Avianca
  - Douglas DC-3
  - Boeing 247
- LANSA (Colombia)[3]
  - Curtiss C-46

## Accidentes e Incidentes
- Fue interceptada una avioneta del cartel de narcotráfico en la región, que fue obligada a aterrizar.[cita requerida]